# Delia felsicanalis
Delia felsicanalis är en tvåvingeart som beskrevs av Fan och Wu 1984. Delia felsicanalis ingår i släktet Delia och familjen blomsterflugor. Inga underarter finns listade i Catalogue of Life.